# Groningen Giants 2018
Questa voce raccoglie le informazioni riguardanti i Groningen Giants nelle competizioni ufficiali della stagione 2018.

## Eerste Divisie 2018

### Stagione regolare
| Groninga 18 febbraio 2018, ore 14:00 1ª giornata | Groningen Giants | 20 – 0 (a tavolino) referto | Enschede Broncos |  |

| Groninga 18 marzo 2018, ore 14:00 5ª giornata | Groningen Giants | 16 – 0 (0-0 8-0 0-0 8-0) referto | Utrecht Dominators |  |

| Groninga 24 marzo 2018, ore 19:00 6ª giornata | Groningen Giants | 0 – 9 (0-9 0-0 0-0 0-0) referto | Amsterdam Crusaders II |  |

| Groninga 2 aprile 2018, ore 14:00 7ª giornata | Amersfoort Untouchables /Purmerend Barbarians | 6 – 41 (0-20 0-6 6-0 0-15) referto | Groningen Giants |  |

| Amsterdam 22 aprile 2018, ore 15:00 9ª giornata | Amsterdam Panthers | 23 – 14 (7-14 0-0 0-0 16-0) referto | Groningen Giants |  |

| Amersfoort 29 aprile 2018, ore 15:00 10ª giornata | Groningen Giants | 38 – 12 (6-0 0-0 12-0 20-12) referto | Amersfoort Untouchables/ Purmerend Barbarians |  |

| Enschede 20 maggio 2018, ore 14:00 13ª giornata | Enschede Broncos | 0 – 20 (a tavolino) referto | Groningen Giants |  |

| Utrecht 27 maggio 2018, ore 14:00 14ª giornata | Utrecht Dominators | 12 – 24 (6-0 6-3 0-7 0-14) referto | Groningen Giants |  |

| Groninga 9 giugno 2018, ore 19:00 16ª giornata | Groningen Giants | 13 – 6 referto | Amsterdam Panthers |  |

| Amsterdam 16 giugno 2018, ore 19:00 17ª giornata | Amsterdam Crusaders II | 0 – 26 referto | Groningen Giants | Sportpark Sloten |

### Playoff
| 24 giugno 2018 Semifinale | Den Haag Raiders '99 | 27 – 14 | Groningen Giants |  |

## Statistiche di squadra
| Competizione            | %Vittorie | In casa | In casa | In casa | In casa | In casa | In casa | In trasferta | In trasferta | In trasferta | In trasferta | In trasferta | In trasferta | Totale | Totale | Totale | Totale | Totale | Totale |
| Competizione            | %Vittorie | G       | V       | N       | P       | Pf      | Ps      | G            | V            | N            | P            | Pf           | Ps           | G      | V      | N      | P      | Pf     | Ps     |
| ----------------------- | --------- | ------- | ------- | ------- | ------- | ------- | ------- | ------------ | ------------ | ------------ | ------------ | ------------ | ------------ | ------ | ------ | ------ | ------ | ------ | ------ |
| EeD - Stagione regolare | .800      | 5       | 4       | 0       | 1       | 87      | 27      | 5            | 4            | 0            | 1            | 125          | 41           | 10     | 8      | 0      | 2      | 212    | 68     |
| EeD - Playoff           | .000      | 0       | 0       | 0       | 0       | 0       | 0       | 1            | 0            | 0            | 1            | 14           | 27           | 1      | 0      | 0      | 1      | 14     | 27     |
| Totale                  | .727      | 5       | 4       | 0       | 1       | 87      | 27      | 6            | 4            | 0            | 2            | 139          | 68           | 11     | 8      | 0      | 3      | 226    | 95     |